# 阿卜杜勒穆斯利姆·馬戈馬耶夫

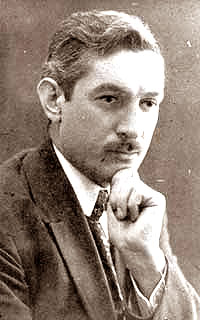
穆斯利姆·马戈马耶夫

阿卜杜勒穆斯利姆·穆罕穆德奧盧·馬戈馬耶夫（1885年9月18日—1937年7月28日），阿塞拜疆作曲家、指挥家。他是阿塞拜疆歌剧演唱家穆斯利姆·馬戈馬耶夫的祖父，并以他的名字命名。